# Etiópicas
Aethiopica (Αἰθιοπικά en griego antiguo, "Historia etiópica") o Teágenes y Cariclea, es una novela escrita por Heliodoro de Emesa (III o IV siglo) en griego dividida en diez libros; se trata de la única obra conocida de este autor, del que apenas se conservan datos.

## Autor
Sócrates Escolástico (V siglo d. C.) identifica al autor con un cierto Heliodoro obispo de Tríkala, en Tesalia. Nicéforo Calixto (siglo XIV) refiere que la obra fue escrita en los primeros años de este obispo antes de que se convirtiese al cristianismo y que, cuando querían forzarlo a abandonar o renunciar a su obispado, prefirió la dimisión. La mayoría de los estudiosos rechaza esta identificación. La información más exacta sobre Heliodoro la ofrece su propia obra al final: "Aquí termina la Historia de las aventuras etiópicas de Teágenes y Cariclea, escritas por Heliodoro, un fenicio de Emesa, hijo de Teodosio y descendiente del Sol."
Las Etiópicas deben bastante a Homero y a Eurípides y, frente a la crisis de valores de la época, una difusa espiritualidad pagana envuelve la obra, donde es frecuente el entorno sacerdotal. El culto predominante es el de Helios, pero también hay visos del neopitagorismo de Apolonio de Tiana. El título se debe a que los hechos de la obra se sitúan al principio y al final de la obra en Etiopía. Es notable la rápida sucesión de eventos, la variedad de los personajes y la viveza de sus descripciones de conductas y paisajes, siempre con escritura sencilla y elegante. Pero lo que se ha destacado como más digno de señalar es que la novela comienza in medias res, en la mitad del argumento, que se resuelve haciendo que diversos personajes describan sus previas aventuras en narraciones retrospectivas o a través de diálogos, algo que finalmente llega a congregarlos. Homero utilizaba esta técnica en sus famosas epopeyas Iliada y Odisea, y la argucia singulariza a las Etiópicas entre las demás novelas en griego antiguo.

## Argumento
Cariclea, hija del rey Hydaspes y la reina Persinna de Etiopía, nace blanca porque su madre miraba fijamente a una estatua de mármol mientras estaba embarazada. Temiendo ser acusada de adulterio, Persinna deja a su hija recién nacida a cargo de Sisimitras, un gimnosofista, quien lleva la criatura a Egipto y la confía a Caricles, un sacerdote Pitio. Cariclea es conducida a la ciudad de Delfos, donde la hacen sacerdotisa de Artemisa. Un día que se halla en los juegos gímnicos de Atenas, conoce al joven Teágenes, un noble de Tesalia, y los dos se enamoran. Para obedecer a un oráculo, se escapan de Delfos ayudados por Calasiris, un sabio egipcio que ha sido contratado por Persinna para encontrar a Cariclea. Atraviesan numerosos peligros: piratas, bandidos, guerras, emboscadas, traiciones, astucias, insidias de enamorados, equívocos, vivos confundidos con muertos, muertos que hablan, brujerías, obstáculos de todo género, y un naufragio que los arroja al delta del Nilo. Juntos y separados atraviesan por difíciles pruebas logrando conservar su jurada castidad. Por ejemplo, Arsacia, mujer del sátrapa de Egipto Oroondates, concibe por Teágenes una pasión incómoda y peligrosa. Prisioneros de los persas, los personajes principales al final son capturados por el ejército del rey Hydaspes y conducidos a Meroe; y en el justo momento en que van a ser sacrificados a los dioses por el propio padre de Cariclea, Caricles regresa de Grecia y le desvela su verdadera identidad (anagnórisis), con lo que los amantes, que han permanecido fieles el uno al otro, se casan felizmente.

## Redescubrimiento, ediciones en el Renacimiento e influencia
Las Etiópicas fueron redescubiertas para la Europa occidental durante el Renacimiento en un manuscrito de la biblioteca de Matthias Corvinus en Buda (hoy en la parte occidental de Budapest) en 1526, y fueron impresas en Basilea en 1534. Otros códices han sido descubiertos desde entonces. Primero fue traducida al francés por el célebre Jacques Amyot en 1547; y al inglés en 1569 por Thomas Underdowne, que utilizaba en realidad la traducción latina de 1551 obra de Stanislaus Warschewiczki para crear su Aethiopian Historie.
La primera versión española, anónima, procede de la francesa de Amyot y se publicó en Amberes, en 1554. La segunda, derivada de la versión latina cotejada con el griego, es obra de Fernando de Mena (Alcalá de Henares, 1587). Existe traducción moderna del helenista Emilio Crespo Gümes (Madrid: Gredos, 1979, 2000, 2011).
La novela de Heliodoro había tenido para entonces un inmenso influjo sobre la novela bizantina, pues por su influencia se convirtió en centro del canon de dicho género; a través de obras posteriores o directamente siguió influyendo sobre escritores modernos franceses, italianos y españoles, entre estos últimos Miguel de Cervantes, quien, según él mismo dejó escrito, con su Persiles y Sigismunda «se atrevía a competir con Heliodoro».  La estructura, eventos y temas de la novela de aventuras europea durante la primera parte del siglo XVII —Madeleine de Scudéry, Marin le Roy de Gomberville y probablemente Oroonoko de Aphra Behn— bebieron enormemente del trabajo de Heliodoro, y su influjo aún podía percibirse en el siglo XVIII (en especial por el recurso de la "novela dentro de la novela").
El dramaturgo inglés del siglo XVI John Gough fundó su tragicomedia La extranjera descubierta (publicada en 1640) en las Etiópicas; y el dramaturgo francés del siglo XVII Jean Racine proclamó que la novela de Heliodoro era su libro favorito y que lo había leído tantas veces que cuando lo perdió no lo echó de menos porque lo había memorizado de principio a fin. La juventud de Clorinda en la Jerusalén liberada de Torquato Tasso (canto xii. 21 y ss.) está imitada casi al pie de la letra de la de Cariclea.